# Sandro Costa
Sandro Rafael Ferreira Costa (sinh ngày 23 tháng 9 năm 1995 ở Barcelos) là một cầu thủ bóng đá người Bồ Đào Nha thi đấu cho Gil Vicente F.C. ở vị trí trung vệ.